# Marmosa parda
Marmosa parda — вид південноамериканських ссавців з родини опосумових (Didelphidae). Відомий з кількох місцевостей на східних схилах Анд у Центральному Перу.

## Середовище існування
Вид живе в гірських тропічних лісах на висоті від 1000 до 2000 метрів над рівнем моря. Ні середовище існування, ні біологія виду не були детально вивчені.

## Характеристики
Цей вид досягає довжини голови й тулуба від 13,7 до 17,7 см, довжини хвоста від 21 до 26,6 см см та маси близько 80 г. Хвіст становить трохи більше 130% від довжини голови й тулуба. Задні лапи мають довжину від 24 до 28 мм, а вуха – від 24 до 26 мм. Хутро на спині та боках тіла тьмяно-сіро-коричневе, як і у багатьох інших Marmosa, але волосся значно довше, ніж у його родичів, довжина якого становить від 12 до 15 мм. Хутро на животі сіре, підборіддя та пах жовтуваті. Верхня поверхня задніх лап вкрита коротким світлим волоссям, хоча деякі екземпляри мають темне волосся на плюснах. Перші 2,5 см хвоста вкриті коротким волоссям, решта безволоса.

## Статті з теми
- Tate, G.H.H. 1931. Brief diagnoses of twenty-six apparently new forms of Marmosa (Marsupialia) from South America. American Museum Novitates 493:1–14
- Voss, R. S., Gutiérrez, E. E., Solari, S., Rossi, R. V., & Jansa, S. A. (2014). Phylogenetic relationships of mouse opossums (Didelphidae, Marmosa) with a revised subgeneric classification and notes on sympatric diversity. American Museum Novitates, 2014(3817), 1–27
- Voss, Robert S., et al. "A revision of the didelphid marsupial genus Marmosa. Part 2, Species of the rapposa group (subgenus Micoureus). (Bulletin of the American Museum of Natural History, no. 439)." (2020)